# Imaterial (EP de Filipe Ret)
Imaterial é o primeiro EP do rapper e cantor brasileiro Filipe Ret, lançado em 18 de março de 2021, através da NADAMAL Records e da Som Livre. Em 22 de abril de 2021, foi lançada a versão deluxe do EP.

## Faixa-a-faixa
Para a revista UOL, Ret fez um "faixa-a-faixa" da primeira edição do EP. Sobre "War", explicou que fez "essa música pra mostrar que é possível se manter no game mais forte do que nunca. Me sinto de fato começando agora e quis escrever um trap sobre guerra sem perder a suavidade musical. A letra propõe uma reflexão profunda." Segundo Ret, 'Além do Dinheiro' fala sobre a importância das "pessoas terem ambição material, mas quando as conquistas materiais deixam de ser um meio para a felicidade e passam a ser a conclusão da sua felicidade, a vida perde a graça. Essa diferença é sutil na teoria, mas é brutal na prática.". "Acende a Vela" não é uma love-song, mas fala sobre amor.
"Imaterial" flerta com a filosofia, com o material e o imaterial, a distância entre "ter" e "ser", enquanto também reflete sobre a existência do rapper. "F*F*M*", por exemplo, trata de quando o artista recebeu voz de prisão por porte de maconha em janeiro de 2021. "Cobaia de Deus" é a favorita de Ret porque "fala de sonho, tanto no sentido literal quanto no sentido de desejar algo. Ela traz algumas reflexões individuais que se encaixam na vida de muita gente. O refrão é uma viagem onírica.".

## Conceito
Em comunicado de imprensa, Ret explica o conceito e suas inspirações para o EP Imaterial: "O projeto representa o portal (presente na arte da capa) para o mundo imaterial. Mundo onde as coisas não são as coisas em si. Mundo dos bastidores deste mundo visível. A realidade é consequência do mundo imaterial. Os maiores desejos e os maiores sonhos são oriundos do nosso mundo intocável, do nosso imaterial. Ele rege tudo. Cabe a nós mantermos nosso mundo imaterial forte para concretizarmos nossas realizações. Esta força no mundo imaterial é o que chamamos no mundo externo de fé", declara.
O conceito audiovisual do projeto aposta em uma unidade de linguagem potente, levando os fãs para uma experiência imersiva dentro do portal para o mundo Imaterial, criado por Filipe Ret. Além dos videoclipes de "F*F*M*" e "War", as demais canções da primeira edição do EP, "Cobaia de Deus", "Acende a Vela" e "Além do Dinheiro", chegaram com music visualizers – um recurso inovador que apresenta recortes de vídeos online em uma espécie de webclipe – repletos de inspirações do universo trap. Com uma estética carregada de cores neon, transições, efeitos especiais e texturas, os vídeos inéditos contam com a direção de GIGS, da ProdByGigs.

## Singles
- "F*F*M*" foi lançada como música de trabalho do EP em 26 de fevereiro de 2021.[9] O single teve mais de 1 milhão de visualizações no clipe em menos de 48 horas – atualmente já são mais de 81 milhões de views.[10]

## Turnê
Imaterial Tour é a quinta turnê do rapper e cantor brasileiro Filipe Ret, em apoio ao seu primeiro EP, Imaterial (2021).

### Datas
| Data                | Cidade           | Estado           | País             | Local                   |
| América do Norte    | América do Norte | América do Norte | América do Norte | América do Norte        |
| ------------------- | ---------------- | ---------------- | ---------------- | ----------------------- |
| 30 de abril de 2021 | Fort Lauderdale  | Florida          | Estados Unidos   | Munchie's Pizza Club    |
| 1 de maio de 2021   | Orlando          | Florida          | Estados Unidos   | Dezerland Park          |
| 2 de maio de 2021   | Newark           | New Jersey       | Estados Unidos   | 46 Lounge               |
| 7 de maio de 2021   | San Diego        | California       | Estados Unidos   | Vybz Club               |
| 8 de maio de 2021   | Los Angeles      | California       | Estados Unidos   | The Circle OC           |
| 9 de maio de 2021   | San Francisco    | California       | Estados Unidos   | San Francisco Bay Area  |
| 14 de maio de 2021  | Atlanta          | Georgia          | Estados Unidos   | Luna Lounge & Club      |
| 15 de maio de 2021  | Newark           | New Jersey       | Estados Unidos   | Wyndham Garden          |
| 16 de maio de 2021  | Pompano Beach    | Florida          | Estados Unidos   | Le Terrace Lounge       |
| 22 de maio de 2021  | Santa Ana        | California       | Estados Unidos   | La Santa Modern Cantina |

## Lista de faixas
Lista de faixas adaptadas do Apple Music.
| N.º            | Título                                           | Compositor(es)                  | Produtor(es)   | Duração |  |
| 1.             | "War" (com Dallass)                              | Dallass Filipe Ret              | Dallass        | 2:32    |  |
| 2.             | "Além do Dinheiro" (com Dallass)                 | Anezzi Ariel Donato Dallass Ret | Dallass Donato | 2:07    |  |
| 3.             | "Acende a Vela" (com WEY, Pedro Lotto e Nagalli) | Ret Nagalli Pedro Lotto WEY     | Nagalli        | 2:48    |  |
| 4.             | "F*F*M*" (com Dallass)                           | Dallass Ret Rodrigo Tavares     | Dallass        | 2:56    |  |
| 5.             | "Cobaia de Deus" (com Mc Cacau e Dallass)        | Dallass Ret                     | Dallass        | 2:52    |  |
| Duração total: | Duração total:                                   | Duração total:                  | Duração total: | 13:15   |  |

| Edição deluxe  |                                                    |                                            |                  |         |  |
| N.º            | Título                                             | Compositor(es)                             | Produtor(es)     | Duração |  |
| 1.             | "Corte Americano" (com L7nnon e Chris Beats Zn)    | Chris Beats Zn Ret L7nnon                  | Chris            | 2:19    |  |
| 2.             | "War (Remix)" (com Orochi e Dallass)               | Dallass Ret Gutierrez Orochi               | Dallass          | 2:59    |  |
| 3.             | "Não Desista Agora" (com Marcelo Falcão e Dallass) | Dallass Felipe Rodoarte Ret Marcelo Falcão | Dallass Rodoarte | 3:15    |  |
| 4.             | "Além do Dinheiro" (com Dallass e Ariel Donato)    | Anezzi Donato Dallass Ret                  | Dallass Donato   | 2:07    |  |
| 5.             | "Acende a Vela" (com WEY, Pedro Lotto e Nagalli)   | Ret Nagalli Lotto WEY                      | Nagalli          | 2:48    |  |
| 6.             | "F*F*M*" (com Dallass)                             | Dallass Ret Tavares                        | Dallass          | 2:56    |  |
| 7.             | "Cobaia de Deus" (com Mc Cacau e Dallass)          | Dallass Ret                                | Dallass          | 2:52    |  |
| Duração total: | Duração total:                                     | Duração total:                             | Duração total:   | 19:16   |  |